# Marine populaire de Corée
Cet article concerne la marine de la Corée du Nord. Pour la marine de la Corée du Sud, voir Marine de la république de Corée.
La marine populaire de Corée (MPC, hangeul : 조선인민군 해군, hanja : 朝鮮人民軍 海軍) est la branche navale de l'Armée populaire de Corée. 

## Historique
Fondée le 5 juin 1946 peu de temps après l’indépendance du pays vis-à-vis du Japon, elle comprenait environ 46 000 marins en 2008 et 708 bâtiments dont 3 frégates, 70 sous-marins (20 de classe Romeo, 40 de classe Sang-O et 10 sous-marins de poche). Le reste de ses navires est en grande partie constitué de patrouilleurs.
Il s’agit d’une marine côtière capable d’opérer jusqu’à 50 kilomètres des côtes de la Corée du Nord. Elle est divisée en deux flottes : une flotte de l’Ouest basée à Nampo et une flotte de l’Est basée à Wonsan. Elle est capable de mener des opérations défensives, des opérations sous-marines contre des navires marchands et des actions conventionnelles.
En 2025, elle annonce la construction de  d'un sous-marin nucléaire lanceur d'engins et d'un destroyer polyvalent de 140 m de long et 5 000 t possiblement armé d'armes nucléaires tactiques. Mais lors du lancement du second destroyer de la classe Choe Hyon le 21 mai 2025, « certaines sections du fond du navire de guerre ont été broyées » et cela à « détruit l’équilibre du navire de guerre ».

## Liste des bases navales

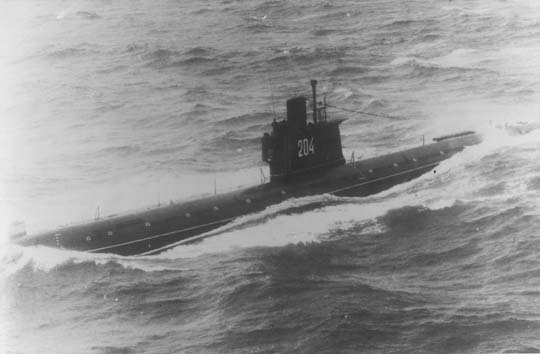
Sous-marin de classe Romeo.

La MPC dispose de 20 bases navales sur la mer du Japon et la mer Jaune.

### Flotte de l'Ouest

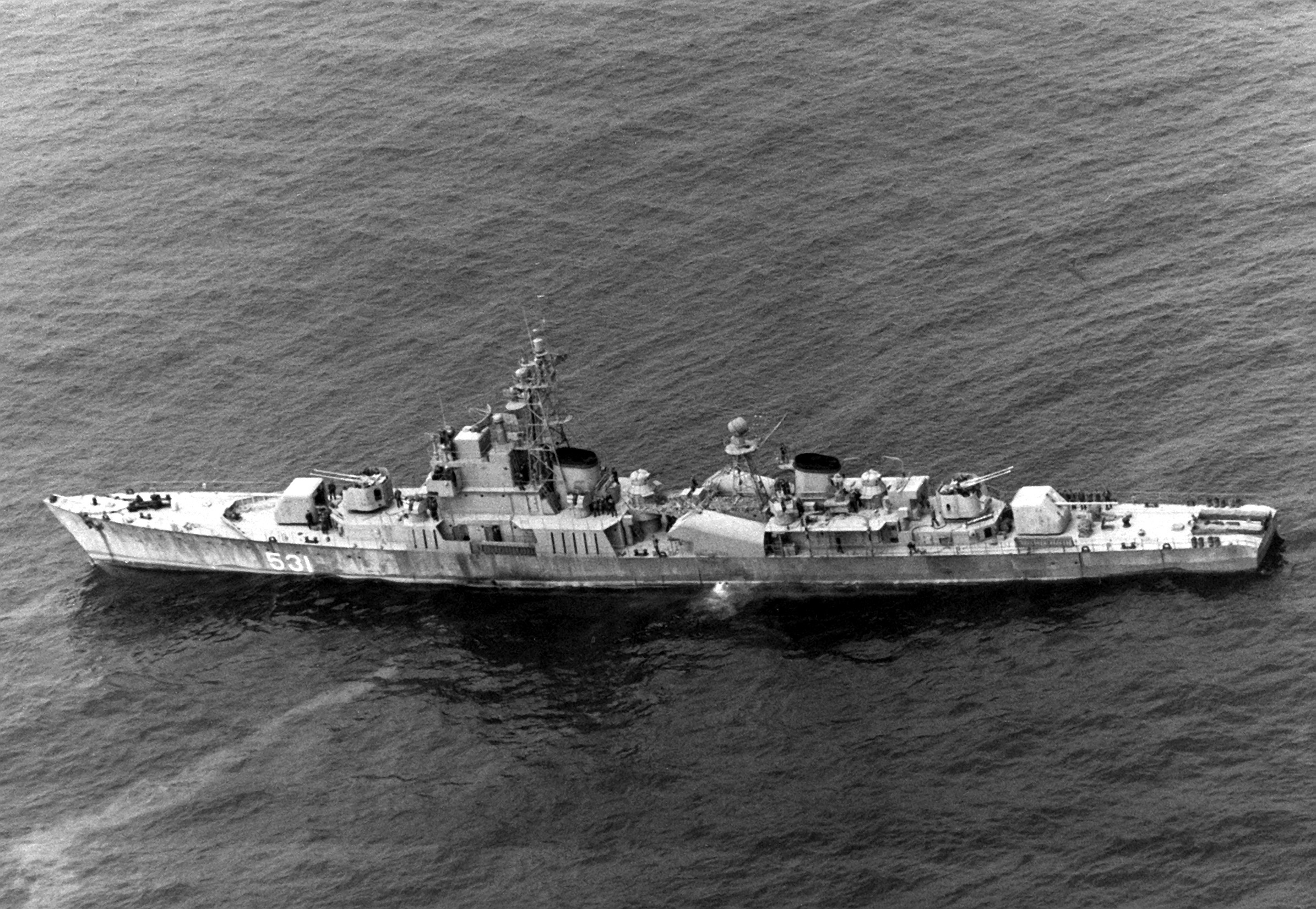
Corvette nord-coréenne de classe Najin en 1993.

La flotte de l'Ouest comprend environ 300 navires.
- Ch'o-do : petite base de patrouilleurs
- Haeju : importante base navale près de la ligne de démarcation entre les deux Corées
- Kwangyang-ni
- Pip'a-got : base de sous-marins et de patrouilleurs
- Sagon-ni
- Sunwi-do
- Tasa-ri : petite base navale
- Yomju (Yomju-gun)
- Yongwi-do

### Flotte de l'Est

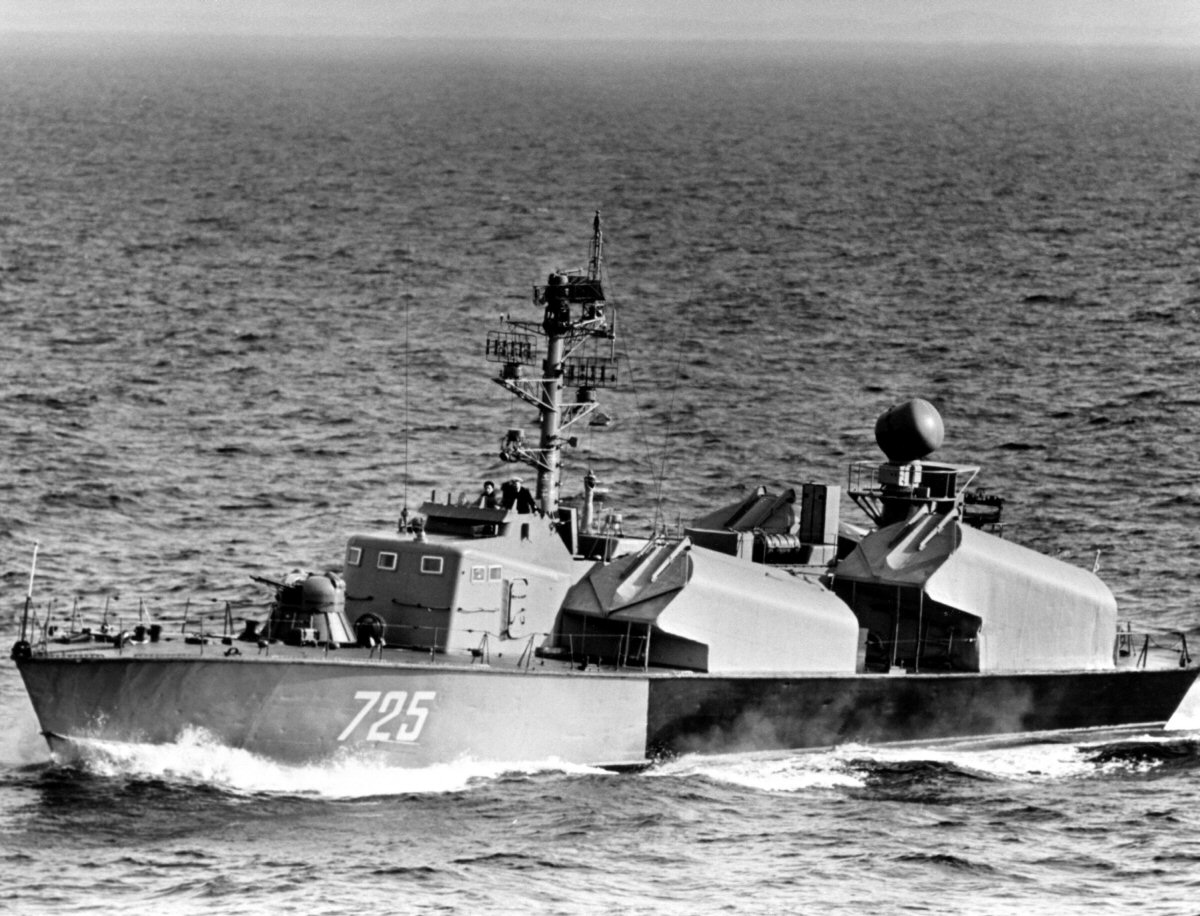
Patrouilleur de classe Osa.

La flotte de l'Est comprend environ 470 navires.
- Ch'aho (Ch'aho-nodongjagu) : une des deux bases sous-marines nord-coréennes
- Ch'angjon : base de patrouilleurs
- Mayangdo : base de sous-marins et de patrouilleurs
- Mugyepo : base de patrouilleurs, navires amphibies et de frégates
- Puam Dong: base de patrouilleurs et de navires amphibies
- Puam-ni : base de patrouilleurs et de navires amphibies
- Rason : centre d'entraînement de la marine
- Songjon-Pando : base de patrouilleurs
- T'oejo-dong : base de patrouilleurs et une frégate
- Wonsan (Munch'on) : QG de la flotte de l'Est

### Aviation navale
Son aéronautique navale se composent d'hélicoptères qui sont basés à terre en 2020. Une douzaine de Mil Mi-14 dont quatre sont livrés par Cuba entre 2002 et 2004 ainsi que deux Ka-28 pour la lutte-anti-sous-marine. Trois ou quatre autres Ka-32S pour les missions de transport servent possiblement de pièces de rechange en 2020.

## Liste des grades

### Officiers-mariniers, quartiers-maîtres et marins
|        | Officiers-mariners     | Officiers-mariners | Officiers-mariners | Officiers-mariners | Quartiers-maîtres et marins | Quartiers-maîtres et marins | Quartiers-maîtres et marins | Quartiers-maîtres et marins |  |
| ------ | ---------------------- | ------------------ | ------------------ | ------------------ | --------------------------- | --------------------------- | --------------------------- | --------------------------- |  |
|        |                        |                    |                    |                    |                             |                             |                             |                             |  |
| Grades | T'ŭkmu-sangsa 특무상사 | Sangsa 상사        | Chungsa 중사       | Hasa 하사          | Sanggŭp-pyŏngsa 상급병사    | Chungŭp-pyŏngsa 중급병사    | Hagŭp-pyŏngsa 하급병사      | Chŏnsa 전사                 |  |

### Officiers
|                  | Officiers généraux | Officiers généraux    | Officiers généraux | Officiers généraux | Officiers supérieurs et subalternes | Officiers supérieurs et subalternes | Officiers supérieurs et subalternes | Officiers supérieurs et subalternes | Officiers supérieurs et subalternes | Officiers supérieurs et subalternes | Officiers supérieurs et subalternes | Officiers supérieurs et subalternes |
| ---------------- | ------------------ | --------------------- | ------------------ | ------------------ | ----------------------------------- | ----------------------------------- | ----------------------------------- | ----------------------------------- | ----------------------------------- | ----------------------------------- | ----------------------------------- | ----------------------------------- |
|                  |                    |                       |                    |                    |                                     |                                     |                                     |                                     |                                     |                                     |                                     |                                     |
| Grades en coréen | Daejang 대장       | Sangjang 상장         | Chungjang 중장     | Sojang 소장        | Daejwa 대좌                         | Sangjwa 상좌                        | Jungjwa 중좌                        | Sojwa 소좌                          | Daewi 대위                          | Sangwi 상위                         | Jungwi 중위                         | Sowi 소위                           |
| Équivalent       | Amiral             | Vice-amiral d’escadre | Vice-amiral        | Contre-amiral      | Commodore                           | Capitaine de vaisseau               | Capitaine de frégate                | Capitaine de corvette               | Lieutenant de vaisseau              | Enseigne de vaisseau de 1re classe  | Enseigne de vaisseau de 2de classe  | Aspirant                            |